# Damián Nicolas Suárez Suárez
Damián Nicolas Suárez Suárez (nascut el 27 d'abril de 1988) és un futbolista professional uruguaià que juga com a lateral dret pel Botafogo.

## Trajectòria esportiva
Nascut a Montevideo, Suárez va jugar quatre temporades amb el Defensor Sporting de la ciutat, i va guanyar el campionat uruguaià el 2008. A començaments de juny de 2011 va passar a La Liga en fitxar per l'Sporting de Gijón, club amb el qual va signar un contracte de tres anys.
Suárez va debutar a la competició l'11 de setembre de 2011, jugant els 90 minuts en una derrota per 1–2 a fora, contra el CA Osasuna. Durant la seva primera temporada, que va finalitzar amb el descens de l'equip, fou usat principalment com a suplent d'Alberto Lora.
El 24 de juliol de 2012, Suárez va rescindir el seu contracte amb el club asturià i va fitxar per l'Elx CF de la Segona Divisió.
El 7 de juliol de 2015 va fitxar pel Getafe CF, per jugar a La Liga amb un contracte de tres anys.
El 20 d'abril de 2022, després d'entrar al camp en una derrota per 2–0 a fora contra el RC Celta de Vigo, Suárez va esdevenir el jugador del Getafe amb més partits jugats a primera divisió, amb 191.
El 5 de febrer de 2024, el Getafe va anunciar un acord per donar per finalitzat el contracte de Suárez.